# Бондарчук Олександр Олексійович
Олександр Олексійович Бондарчук (нар. 2 квітня 1931, село Латаші, тепер Народицького району Житомирської області — 24 березня 2015) — український радянський діяч, ланковий-тракторист колгоспу імені Горького Народицького району Житомирської області. Герой Соціалістичної Праці (8.12.1973). Депутат Верховної Ради СРСР 9—10-го скликань.

## Біографія
Народився в селянській родині. У 1946 році закінчив семирічну школу, потім навчався на курсах механізаторів.
У 1948—1958 роках — тракторист Народицької машинно-тракторної станції (МТС) Народицького району Житомирської області.
Освіта середня. У 1955 році закінчив Житомирське училище механізації сільського господарства.
У 1958—1964 роках — помічник бригадира тракторної бригади, тракторист колгоспів імені Калініна та імені Горького Народицького району Житомирської області.
З 1964 року — ланковий-тракторист механізованої ланки з вирощування картоплі, механізатор колгоспу імені Максима Горького села Латаші Народицького району Житомирської області.
Член КПРС з 1965 року.
Потім — на пенсії в селі Латаші Народицького району Житомирської області.

## Нагороди
- Герой Соціалістичної Праці (8.12.1973)
- два ордени Леніна (30.04.1966, 8.12.1973)
- орден Жовтневої Революції (8.04.1971)
- орден Трудового Червоного Прапора (24.12.1976)
- медаль «За доблесну працю. В ознаменування 100-річчя з дня народження Володимира Ілліча Леніна» (1970)
- медалі
- Грамота Житомирської обласної ради (2011)
- Почесна грамота Житомирської облдержадміністрації (2011)